# 楜澤能生
楜澤 能生（くるみさわ よしき、1954年 - ）は、日本の法学者。大阪府生まれ。早稲田大学法学部卒業。同大学博士課程単位取得退学。早稲田大学法学学術院教授。前早稲田大学法学学術院長、前法学部長。専門は 法社会学、農業法。
研究テーマは持続可能な社会への転換と法。所属学会は日本法社会学会など。第23-24期民主主義科学者協会法律部会副理事長。